# كوركوران (كاليفورنيا)
كوركوران (بالإنجليزية: Corcoran)‏ هي إحدى مدن مقاطعة كينغس، كاليفورنيا. تم إعطاءها لقب مدينة في 11 أغسطس، 1914.

## التركيبة السكانية
حدّد مكتب تعداد الولايات المتحدة بيانات التركيبة السكانية لكوركوران في تعداد الولايات المتحدة. في ما يلي، التركيبة السكانية حسب تعدادي 2000 و2010.

### تعداد عام 2000
بلغ عدد سكان كوركوران 14,458 نسمة بحسب تعداد عام 2000، وبلغ عدد الأسر 2,769 أسرة وعدد العائلات 2,229 عائلة مقيمة في المدينة. في حين سجلت الكثافة السكانية 748.3 نسمة لكل كيلومتر مربع (1,938.1/ميل2). وبلغ عدد الوحدات السكنية 3,016 وحدة بمتوسط كثافة قدره 156.1 لكل كيلومتر مربع (404.3/ميل2).
وتوزع التركيب العرقي للمدينة بنسبة 34.08% من البيض و14.21% من الأمريكيين الأفارقة و1.42% من الأمريكيين الأصليين و0.71% من الأمريكيين ذوي الأصول الآسيوية و0.08% من سكان جزر المحيط الهادئ و46.42% من الأعراق الأخرى و3.08% من عرقين مختلطين أو أكثر و59.61% من الهسبانيون أو اللاتينيون من أي عرق.
بلغ عدد الأسر 2,769 أسرة كانت نسبة 55.9% منها لديها أطفال تحت سن الثامنة عشر تعيش معهم، وبلغت نسبة الأزواج القاطنين مع بعضهم البعض 54.5% من أصل المجموع الكلي للأسر، ونسبة 17.9% من الأسر كان لديها معيلات من الإناث دون وجود شريك، بينما كانت نسبة 8.1% من الأسر لديها معيلون من الذكور دون وجود شريكة وكانت نسبة 19.5% من غير العائلات. تألفت نسبة 16% من أصل جميع الأسر من عدة أفراد يعيشون في نفس المنزل ونسبة 6.3% كانت تتألف من شخص يعيش بمفرده يبلغ من العمر 65 عاماً أو أكثر. وبلغ متوسط حجم الأسرة المعيشية 3.44، أما متوسط حجم العائلات فبلغ 3.83.
بلغ العمر الوسطي للسكان 30.7 عاماً. وكانت نسبة 24.4% من القاطنين تحت سن الثامنة عشر، وكانت نسبة 7.2% بين الثامنة عشر والرابعة والعشرين عاماً، ونسبة 18.2% كانت واقعةً في الفئة العمرية ما بين الخامسة والعشرين والرابعة والأربعين عاماً، ونسبة 11% كانت ما بين الخامسة والأربعين والرابعة والستين، ونسبة 5.2% كانت ضمن فئة الخامسة والستين عاماً فما فوق. يوجد لكل 100 أنثى 103.3 ذكر، ويوجد لكل 100 أنثى في الثامنة عشر من عمرها فما فوق 101.1 ذكر.
بلغ متوسط دخل الأسرة في المدينة 30,783 دولارًا، أما متوسط دخل العائلة فبلغ 32,852 دولارًا. وكان متوسط دخل الذكور 30,787 دولارًا مقابل 21,792 دولارًا للإناث. وسجل دخل الفرد الخاص بالمدينة 13,458 دولارًا. وكانت نسبة 23.4% من العائلات ونسبة 26.9% من السكان تحت خط الفقر، وكان من هؤلاء نسبة 36.8% تحت سن الثامنة عشر ونسبة 10.6% في الخامسة والستين من العمر وما فوق.

### تعداد عام 2010
بلغ عدد سكان كوركوران 24,813 نسمة بحسب تعداد عام 2010، وبلغ عدد الأسر 3,594 أسرة وعدد العائلات 2,894 عائلة مقيمة في المدينة. في حين سجلت الكثافة السكانية 1,284.3 نسمة لكل كيلومتر مربع (3,326.3/ميل2). وبلغ عدد الوحدات السكنية 3,958 وحدة بمتوسط كثافة قدره 204.9 لكل كيلومتر مربع (530.7/ميل2).
وتوزع التركيب العرقي للمدينة بنسبة 36.03% من البيض و15.01% من الأمريكيين الأفارقة و1.41% من الأمريكيين الأصليين و0.78% من الأمريكيين ذوي الأصول الآسيوية و0.07% من سكان جزر المحيط الهادئ و44.25% من الأعراق الأخرى و2.46% من عرقين مختلطين أو أكثر و62.65% من الهسبانيون أو اللاتينيون من أي عرق.
بلغ عدد الأسر 3,594 أسرة كانت نسبة 55.1% منها لديها أطفال تحت سن الثامنة عشر تعيش معهم، وبلغت نسبة الأزواج القاطنين مع بعضهم البعض 48.3% من أصل المجموع الكلي للأسر، ونسبة 21.7% من الأسر كان لديها معيلات من الإناث دون وجود شريك، بينما كانت نسبة 10.5% من الأسر لديها معيلون من الذكور دون وجود شريكة وكانت نسبة 19.5% من غير العائلات. تألفت نسبة 15.5% من أصل جميع الأسر من عدة أفراد يعيشون في نفس المنزل ونسبة 6% كانت تتألف من شخص يعيش بمفرده يبلغ من العمر 65 عاماً أو أكثر. وبلغ متوسط حجم الأسرة المعيشية 3.50، أما متوسط حجم العائلات فبلغ 3.84.
بلغ العمر الوسطي للسكان 35.0 عاماً. وكانت نسبة 17.9% من القاطنين تحت سن الثامنة عشر، وكانت نسبة 10.9% بين الثامنة عشر والرابعة والعشرين عاماً، ونسبة 41.1% كانت واقعةً في الفئة العمرية ما بين الخامسة والعشرين والرابعة والأربعين عاماً، ونسبة 24.8% كانت ما بين الخامسة والأربعين والرابعة والستين، ونسبة 5.3% كانت ضمن فئة الخامسة والستين عاماً فما فوق. وتوزع التركيب الجنسي للسكان بنسبة 74.7% ذكور و25.3% إناث.

## أعلام
- ماك رينولدز

## الموقع الجغرافي
الموقع الجغرافي للمناطق المحيطة بهذه النقطة هو كالتالي: